# 13e demi-brigade de Légion étrangère

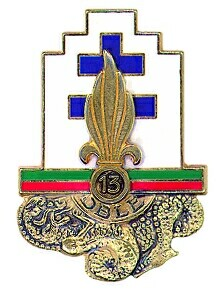
Abzeichen der 13e DBLE

Die 13e demi-brigade de Légion étrangère (deutsch: 13. Halbbrigade der Fremdenlegion; abgekürzt: 13e DBLE) ist eine mechanisierte Einheit der Fremdenlegion. Sie ist die einzige Einheit des französischen Heeres, die noch die Bezeichnung Halbbrigade führt.

## Geschichte
Die Einheit wurde am 20. Februar 1940 in Sidi bel Abbès aus Veteranen des 1er REI aufgestellt. Sie kämpfte während des Zweiten Weltkriegs gegen die deutschen Streitkräfte in Narvik/Norwegen, sowie in Nordafrika und 1945 in Frankreich. Sie war seinerzeit die einzige Einheit der Fremdenlegion, die nicht dem mit dem Dritten Reich kollaborierenden „Vichy-Regime“ unterstand, sondern von Beginn an auf Seiten der Alliierten kämpfte. Erst Anfang 1943 schlugen sich auch weitere Regimenter der Legion auf die Seite der Alliierten. Im Indochinakrieg nahm die 13e DBLE an der Schlacht um Điện Biên Phủ teil. Die Einheit kämpfte darüber hinaus in der Rolle einer mobilen Reserve im Algerienkrieg. 1962 wurde die Demi-brigade in Dschibuti stationiert. Sie wurde von dieser Basis aus in Somalia, Ruanda und der Elfenbeinküste eingesetzt.
2011 wurde die Einheit aus Dschibuti abgezogen und erheblich verkleinert nach Abu Dhabi verlegt. Dort war sie im Rahmen der französischen Militärmission IMFEAU (Implantation militaire française aux Émirats arabes unis) im Camp de la paix stationiert. Im letzten Jahr der dortigen Stationierung bestand die Einheit aus gerade noch 80 Mann, wovon nur 40 Legionäre waren und die andere Hälfte von anderen Teilen des französischen Heeres gestellt wurde, wie es bei den „Überseeregimentern“ der Fremdenlegion üblich ist.
2016 wurde die Demi-brigade nach Frankreich zurückverlegt, im Camp du Larzac in der Gemeinde La Cavalerie (Département Aveyron/Region Okzitanien) stationiert und dort bis Ende 2018, ausschließlich mit Legionären, wieder zu einem vollwertigen Kampfregiment der Fremdenlegion mit einer Mannschaftsstärke von final rd. 1.300 Mann neu aufgestellt. Sie hat dort das aufgelöste „122e régiment d'infanterie“ (122e R.I.) ersetzt. Das dort vom 122e R.I. betriebene Infanterieausbildungszentrum für operatives Schießen („Centre d’entraînement de l’infanterie au tir opérationnel“ – C.E.I.T.O.) wurde in das Camp de Canjuers verlegt und trägt nun die Bezeichnung C.E.T.I.A. („Centre d'entraînement au tir interarmes“) – Trainingszentrum für das Gefecht verbundener Waffen. Im Camp du Larzac befindet sich lediglich noch ein Schießplatz für leichte Infanteriewaffen (Espace d’entraînement de niveau 2).
Die 13è DBLE  ist mit dem Rad-Schützenpanzer VBCI sowie dem gepanzerten Mannschaftstransporter VAB ausgestattet. Seit 2021 befindet sich außerdem das VBMR “Griffon” als Nachfolger des VAB im Zulauf.
Im Jahr 2022 hat die Halbbrigade eine Mannschaftsstärke von 1.294 Legionären und ist in 7 Kompanien gegliedert. 1 Stabs- und Logistikkompanie (CCL) 5 Kampfkompanien Infanterie (CI) zu je 4 Zügen, sowie eine (schwere) Unterstützungskompanie (CA) bestehend aus 1 Zug Scharfschützen (STE), 1 schwerer Zug (SAD) und 1 schneller Eingreif- und Sicherungszug (SAED). Zusätzlich gibt es eine Reservekompanie, die zwar regelmäßig im Training ist, aber nur bei Bedarf aufgestellt wird.
Die 13è DBLE war die erste Einheit der französischen Streitkräfte, die im Juni 2017 mit dem
HK 416 F als Ersatz für das FAMAS ausgerüstet wurde.